# Паривара
Паривара («Приложение») — третья и последняя книга палийской версии Виная-питаки. Она включает в себя многочисленные исследования и сводку различных правил, изложенных в первых двух книгах Виная-питаки, Сутта-вибханге и Кхандхаке, в основном в дидактических целях. Так как книга включает также длинный список наставников Цейлона, то даже ортодоксальные последователи школы тхеравада признают позднее происхождение Паривары, по крайней мере в её современной форме.
Время и место создания Паривары неизвестны. В то же время некоторые учёные, например, Рис-Дэвидс, предполагают её цейлонское происхождение. Доказательством того, что по крайней мере некоторые части книги были добавлены на Цейлоне, является длинный список наставников, которые были ответственны за преподавание Винаи на Джамбудвипе, затем на Тамбапанни (Цейлон) и кончая Сиваттхерой. Датировки разнятся — от I века до н. э. до  I века н. э. 
Хотя Буддхагхоша в своём описании первого буддийского собора сообщает о 16 главах, в современном виде Паривара содержит 19 глав. В первых двух главах исследуются правила из Сутта-вибханги, со ссылками на цитируемые места.  Большинство остальных глав посвящено вопросам и утверждениям об типах и числе различных наказаний, разбираемых в Виная-питаке. Глава XIII-я по сути является комментарием на фразы, приведённые в её начале. XIV-я глава также комментируют начальные фразы и содержит указания по изготовлению монашеской одежды. Глава XV-я состоит из определенного числа вопросов, заданных Упали Будде о Винае, и ответов на них.